# Chilicola chalcidiformis
Chilicola chalcidiformis är en biart som först beskrevs av Meade-waldo 1914.  Chilicola chalcidiformis ingår i släktet Chilicola och familjen korttungebin. Inga underarter finns listade i Catalogue of Life.